# Hohenzollerndamm

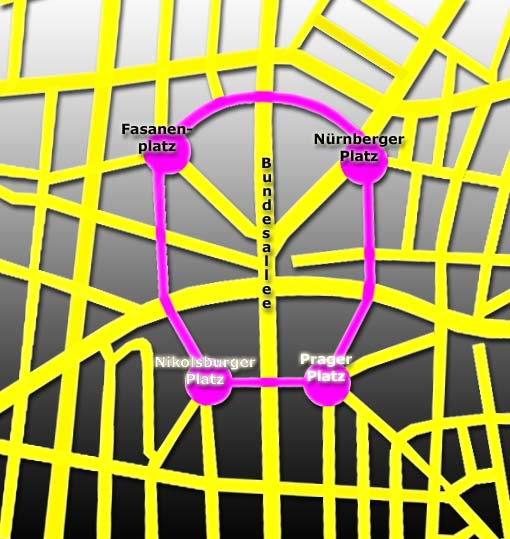
Die Carstenn-Figur in Wilmersdorf, in deren Zentrum der Hohenzollerndamm in Richtung Südwesten beginnt

Der Hohenzollerndamm ist eine wichtige Hauptverkehrsstraße in den Berliner Ortsteilen Wilmersdorf, Schmargendorf und Grunewald, die die westliche Innenstadt mit dem südwestlichen Bezirk Steglitz-Zehlendorf verbindet. Der Straßenzug wurde um 1875 angelegt und erhielt seine heutige Bezeichnung zu Ehren des Geschlechts der die preußischen Könige und deutschen Kaiser bis 1918 stellenden Hohenzollern um das Jahr 1900.

## Verlauf
Der Hohenzollerndamm beginnt in der westlichen Berliner Innenstadt, inmitten der historischen Carstenn-Figur, an der Bundesallee im Bereich des U-Bahnhofs Spichernstraße und verläuft stadtauswärts in südwestlicher Richtung über den Hohenzollernplatz und den Fehrbelliner Platz. In diesem Abschnitt verläuft die U-Bahn-Linie U3 unter dem Straßenzug. Der Fehrbelliner Platz ist von Verwaltungsbauten aus den 1920er Jahren und der Zeit des Nationalsozialismus, wie dem Rathaus Wilmersdorf, und dem Gebäude der Deutschen Rentenversicherung aus den 1970er Jahren sowie dem Preußenpark umgeben. Weiter südwestlich folgt der Hoffmann-von-Fallersleben-Platz mit der 1938 eingeweihten russisch-orthodoxen Christi-Auferstehungs-Kathedrale, die als Hauptkirche dieser Glaubensgemeinschaft in Deutschland die antisowjetisch eingestellte Gruppe für sich einnehmen sollte. Anschließend überquert der Hohenzollerndamm die Ringbahn mit dem S-Bahnhof Hohenzollerndamm und die Stadtautobahn A 100. Hier befindet sich auch die Grenze zwischen den Ortsteilen Wilmersdorf und Schmargendorf. Der Hohenzollerndamm führt von nun an weiter in südwestlicher Richtung, zunächst entlang des ausgedehnten Gebäudekomplexes des ehemaligen Wehrkreiskommandos III der Wehrmacht, der nach 1948 als Berlin-Dependance von der AEG übernommen wurde.
An der Einmündung der Salzbrunner Straße befindet sich das Evangelische Gymnasium Zum Grauen Kloster, das älteste Gymnasium Berlins, das als Berlinisches Gymnasium zum Grauen Kloster seit 1574 seinen Sitz in Berlin-Mitte hatte und nach dem Zweiten Weltkrieg an dieser Stelle wiedereröffnet wurde.
Der Hohenzollerndamm führt am Flinsberger Platz und am Elsterplatz – wo er die Berkaer Straße in der Nähe des Rathauses Schmargendorf kreuzt – vorbei weiter bis zum Roseneck, an dem die Teplitzer Straße und die Rheinbabenallee in den Hohenzollerndamm einmünden. Der in gerader Richtung weiterführende Straßenzug trägt – nunmehr im Ortsteil Grunewald – noch 250 Meter lang seinen Namen und geht in einer deutlichen Linkskurve an der Einmündung der Bernadottestraße in die nach Zehlendorf und Teltow führende Clayallee über.
Ursprünglich verlief der Hohenzollerndamm um 1900 auf etwas anderer Trasse nur außerhalb der Ringbahn nahe dem Grunewald in der Nähe der heutigen Clayallee. 1908 wurde die Preußische Straße innerhalb des S-Bahn-Ringes – deren Benennung im Zusammenhang mit der Bayerischen, Pommerschen, Sächsischen, Württembergischen Straße und dem Preußenpark stand – passend zum bereits existierenden Hohenzollernplatz umbenannt und unter diesem Namen an die damalige Kaiserallee (heute: Bundesallee) angeschlossen. In der Folge wurden die Abschnitte zu einem repräsentativen Straßenzug zusammengeführt.
Die Westliche Berliner Vorortbahn eröffnete am 27. Februar 1913 die Straßenbahnstrecke von der Ecke Berliner Straße zum Roseneck. Der östliche Teil des Hohenzollerndamms zwischen Berliner Straße und Güntzelstraße wurde ab dem 25. Februar 1917 von der Großen Berliner Straßenbahn befahren, die ab diesem Tag auch den Abschnitt bis Roseneck übernahmen. Zuletzt verkehrte die Straßenbahnlinie 57 der Berliner Verkehrsbetriebe (BVG) auf dem Hohenzollerndamm zwischen Emser Platz und Roseneck, sie wurde zum 1. November 1954 eingestellt und durch die Omnibuslinie A50 (heute: 115) ersetzt.

## Architekturmeile Hohenzollerndamm

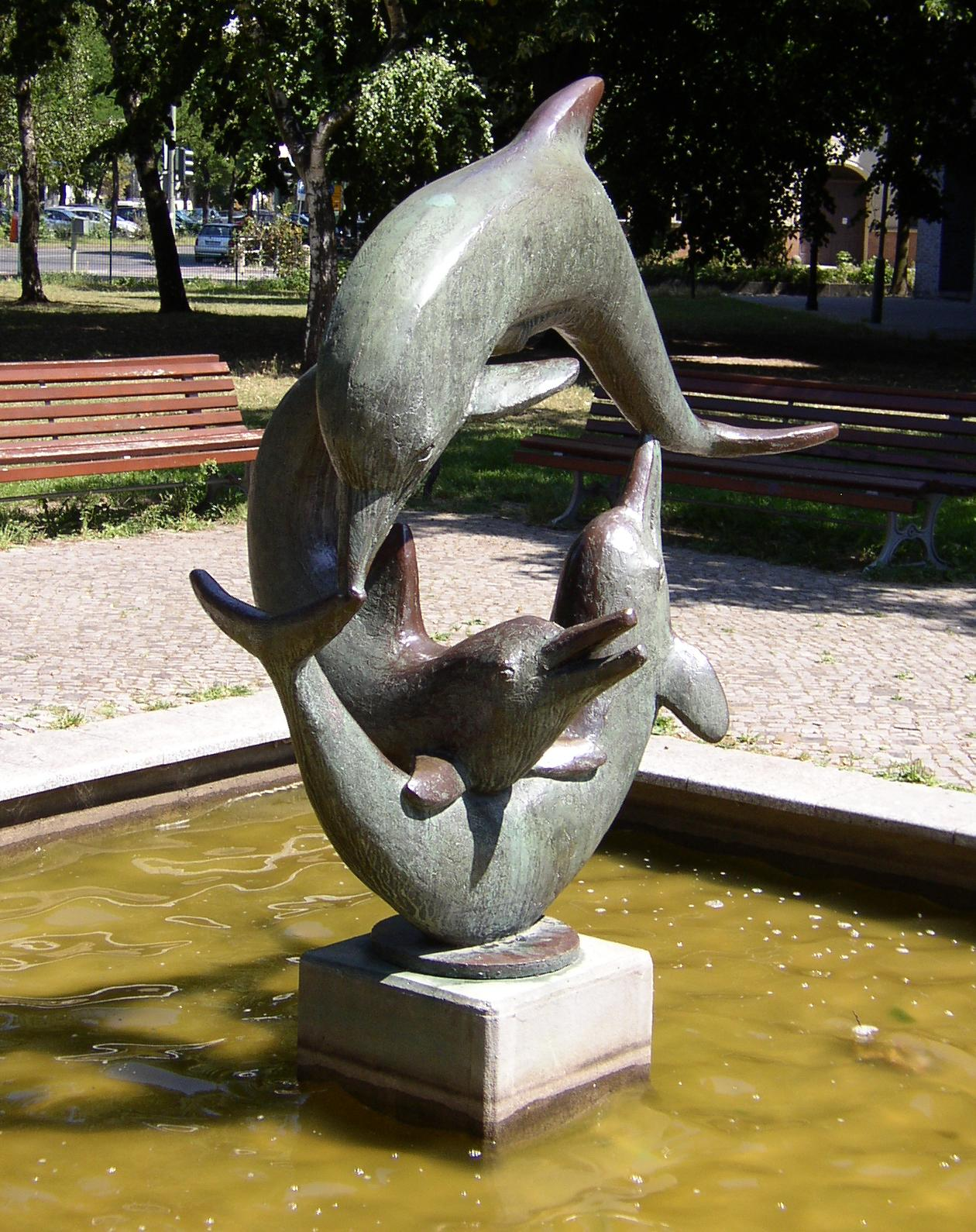
Delphinbrunnen am Hohenzollernplatz, Bronze von Hans Bautz 1968

Der Hohenzollerndamm ist von teilweise bedeutsamen Baudenkmalen aus dem 20. Jahrhundert gesäumt. Beginnend im Nordosten sind dies:
- Altes Pumpwerk der Berliner Wasserbetriebe, Hohenzollerndamm 208, errichtet von Hermann Müller in Formen der märkischen Backsteingotik 1905/1906.[6] Daneben Neubau aus Glas und Stahl von Kurt Ackermann, errichtet 1991–1998.
- Evangelische Kirche am Hohenzollernplatz, erbaut 1931–1932 von Ossip Klarwein (Architektenbüro Fritz Höger) in Formen des norddeutschen Backsteinexpressionismus.[7]
- U-Bahnhöfe der Linie U3: Hohenzollernplatz und Fehrbelliner Platz, eröffnet 1913.
- U-Bahnhof Fehrbelliner Platz der Linie U7 und oberirdischer Aufbau, errichtet in den 1970er Jahren im bewussten Kontrast zu den – den Platz umgebenden – Behördenbauten.
- Bauensemble Fehrbelliner Platz mit Verwaltungsbauten aus den 1930er und 1940er Jahren, wie dem ehemaligen Rathaus Wilmersdorf von 1941 bis 1943 und dem Gebäude der Senatsverwaltung für Inneres sowie der Hauptverwaltung der Deutschen Rentenversicherung von 1970 bis 1973.
- Apartmenthaus Hohenzollerndamm 35/36 aus den Jahren 1929/1930 von Hans Scharoun und Georg Jacobowitz.[8]
- Russisch-orthodoxe Christi-Auferstehungs-Kathedrale, Hohenzollerndamm 166, erbaut 1937/1938 von Karl Schellberg als Ersatzbau für die vormalige Kirche am Hohenzollerndamm 33.
- Bürohochhaus der Deutschen Rentenversicherung, Hohenzollerndamm 47, 100 Meter hoch, 23-geschossig, errichtet 1973–1977 von Hans Schäfers und Hans Jürgen Löffler[9]
- S-Bahnhof Hohenzollerndamm, 1908–1910 in Formen des Neobarocks und Jugendstils von Heinrich Thiesing erbaut.[10]
- Gebäude des ehemaligen Wehrkreiskommandos III der Wehrmacht, Hohenzollerndamm 150–152, errichtet 1936–1943 von Rudolf Klar.
- Evangelische Kreuzkirche, Hohenzollerndamm 130, errichtet 1927–1929 von Ernst und Günther Paulus in expressionistischer Backsteinarchitektur.[11]
- Wohnhochhaus am Roseneck, Hohenzollerndamm 105–110, städtebauliche 15-geschossige Dominante in charakteristischer Form der 1950er Jahre, erbaut 1954–1955 von Franz-Heinrich Sobotka und Gustav Müller.[12]

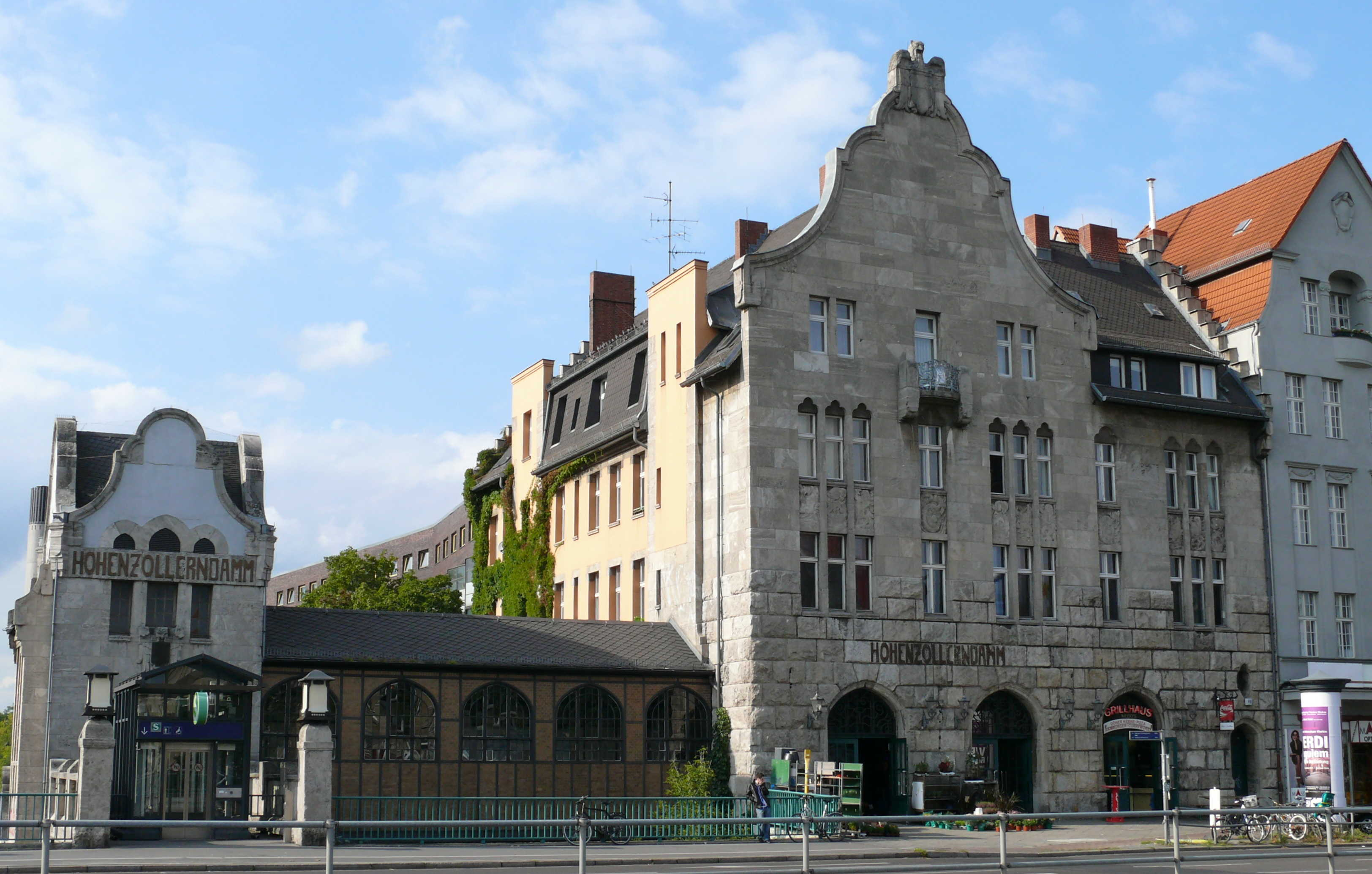
S-Bahnhof Hohenzollerndamm, Empfangsgebäude
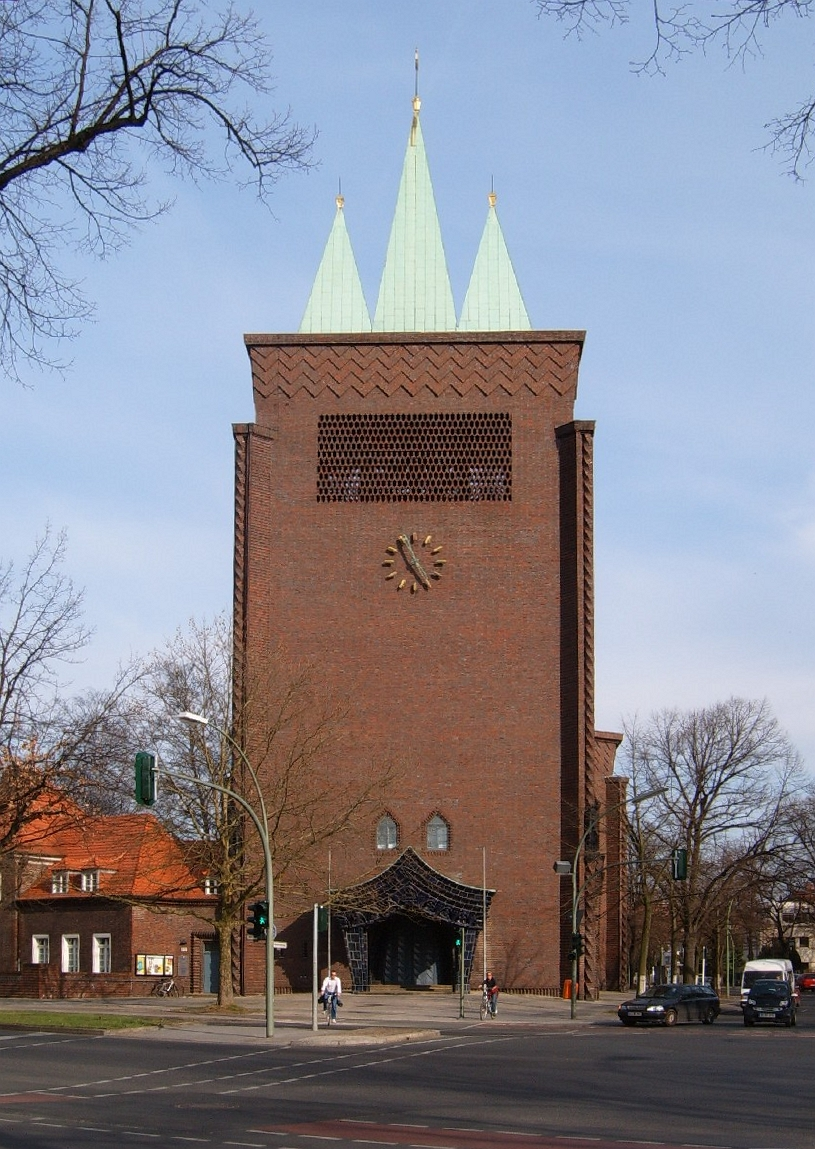
Kreuzkirche
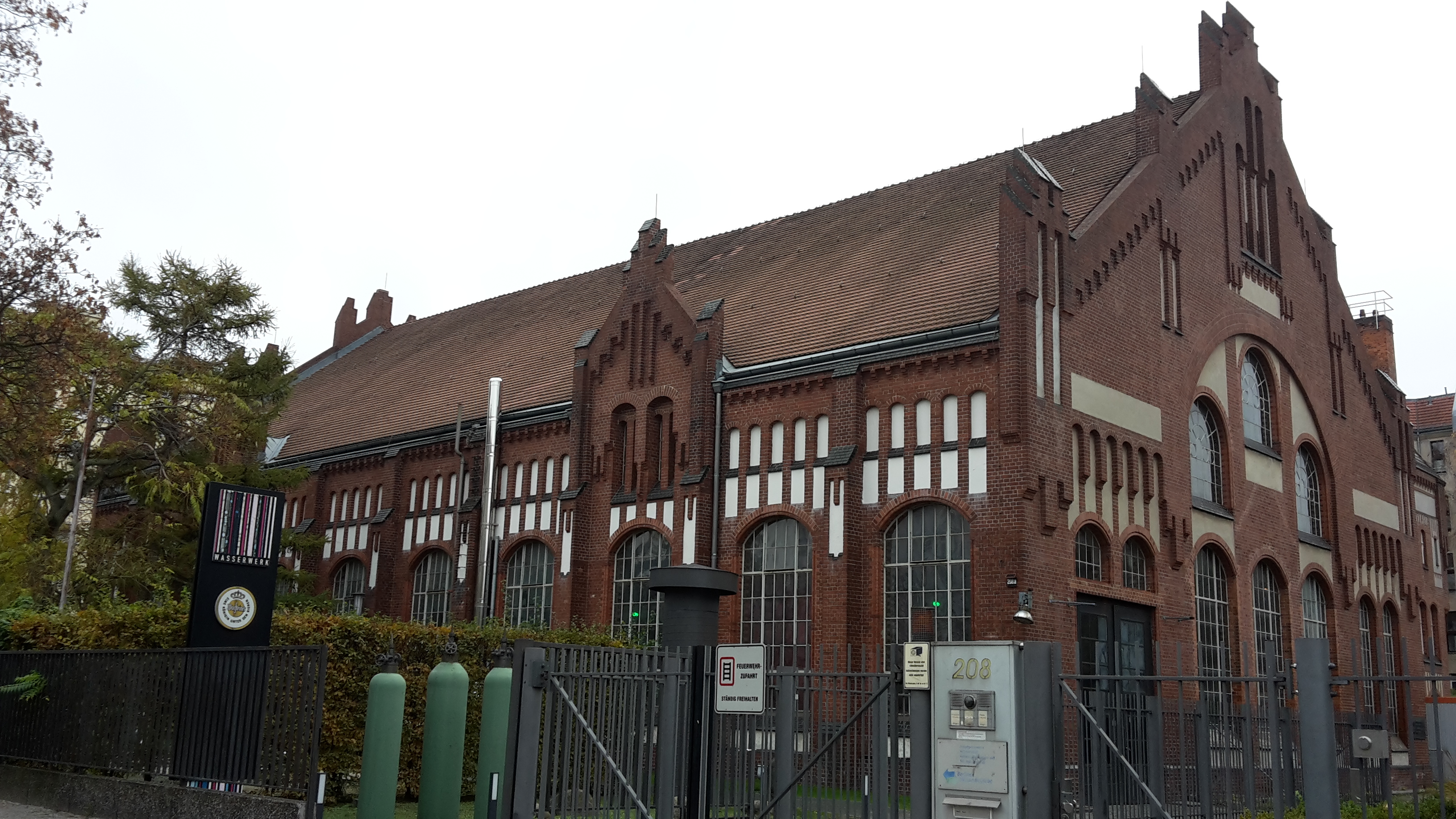
Altes Pumpwerk Hohenzollerndamm 208
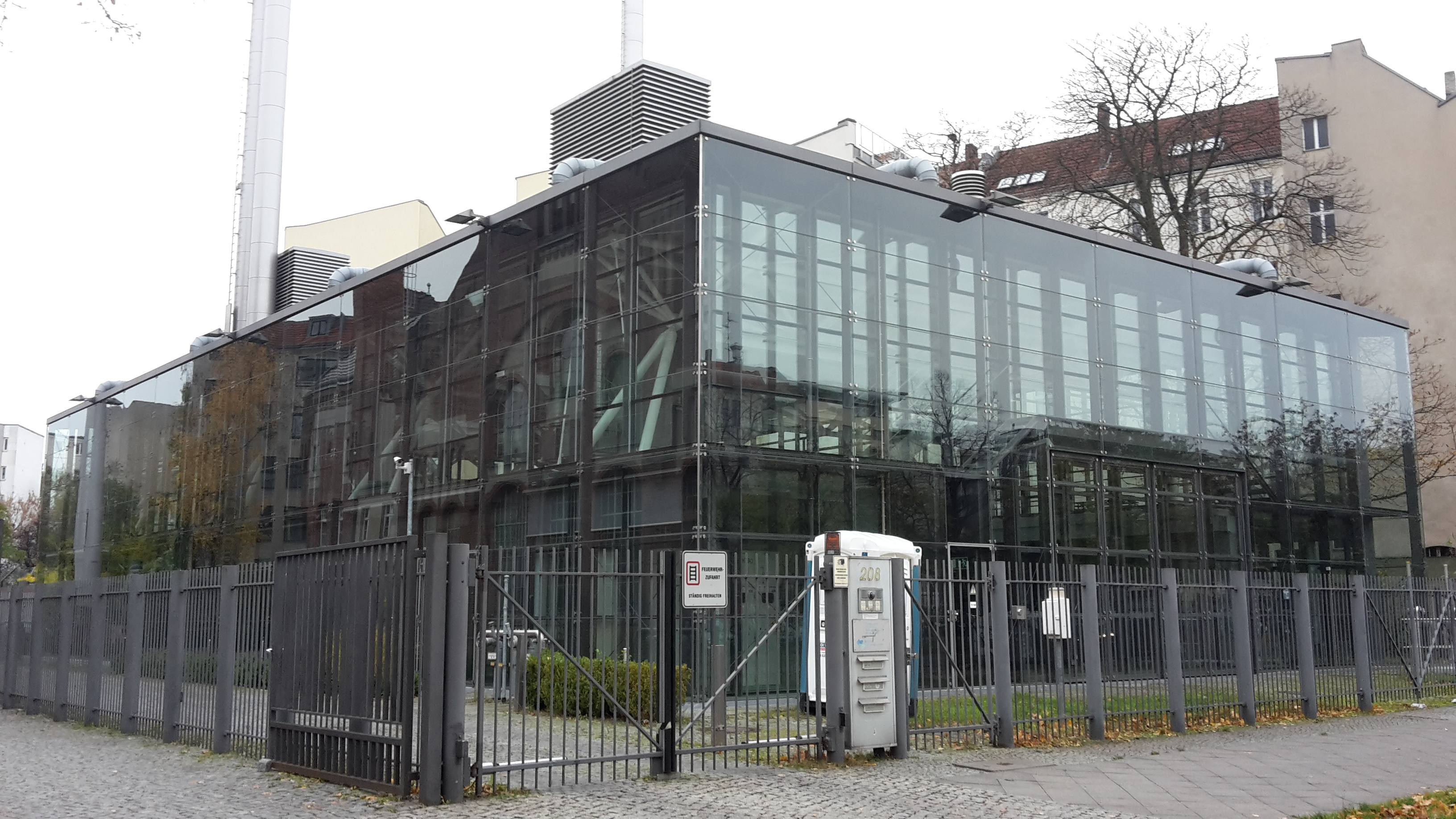
Neues Pumpwerk Hohenzollerndamm 208
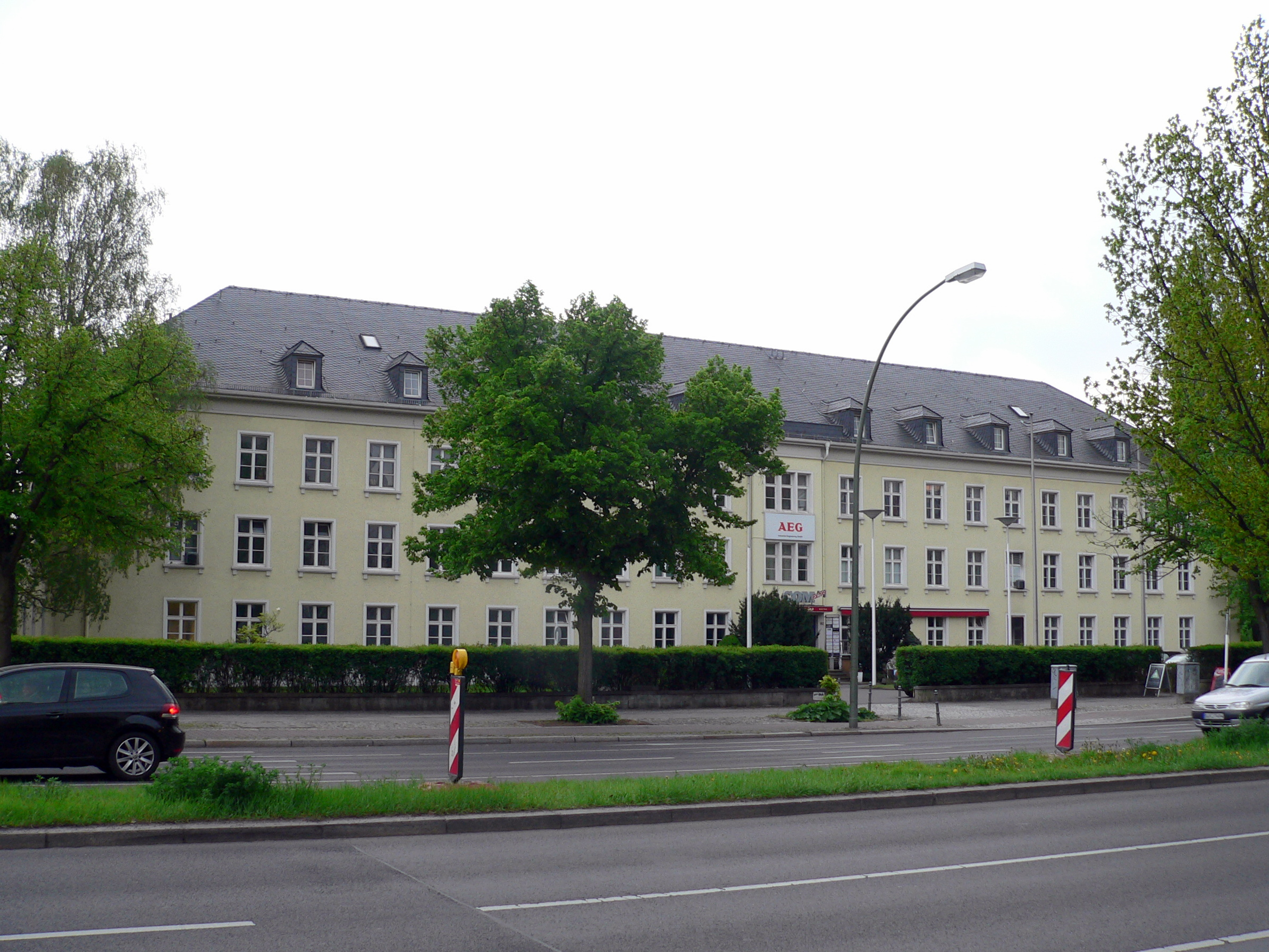
Hohenzollerndamm 150–152
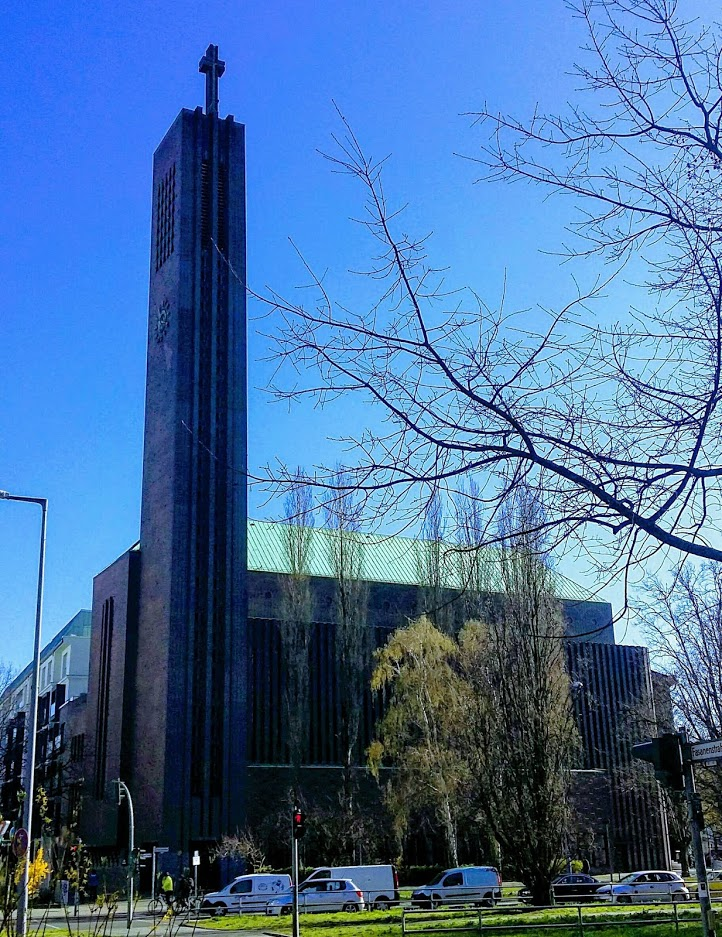
Evangelische Kirche am Hohenzollernplatz
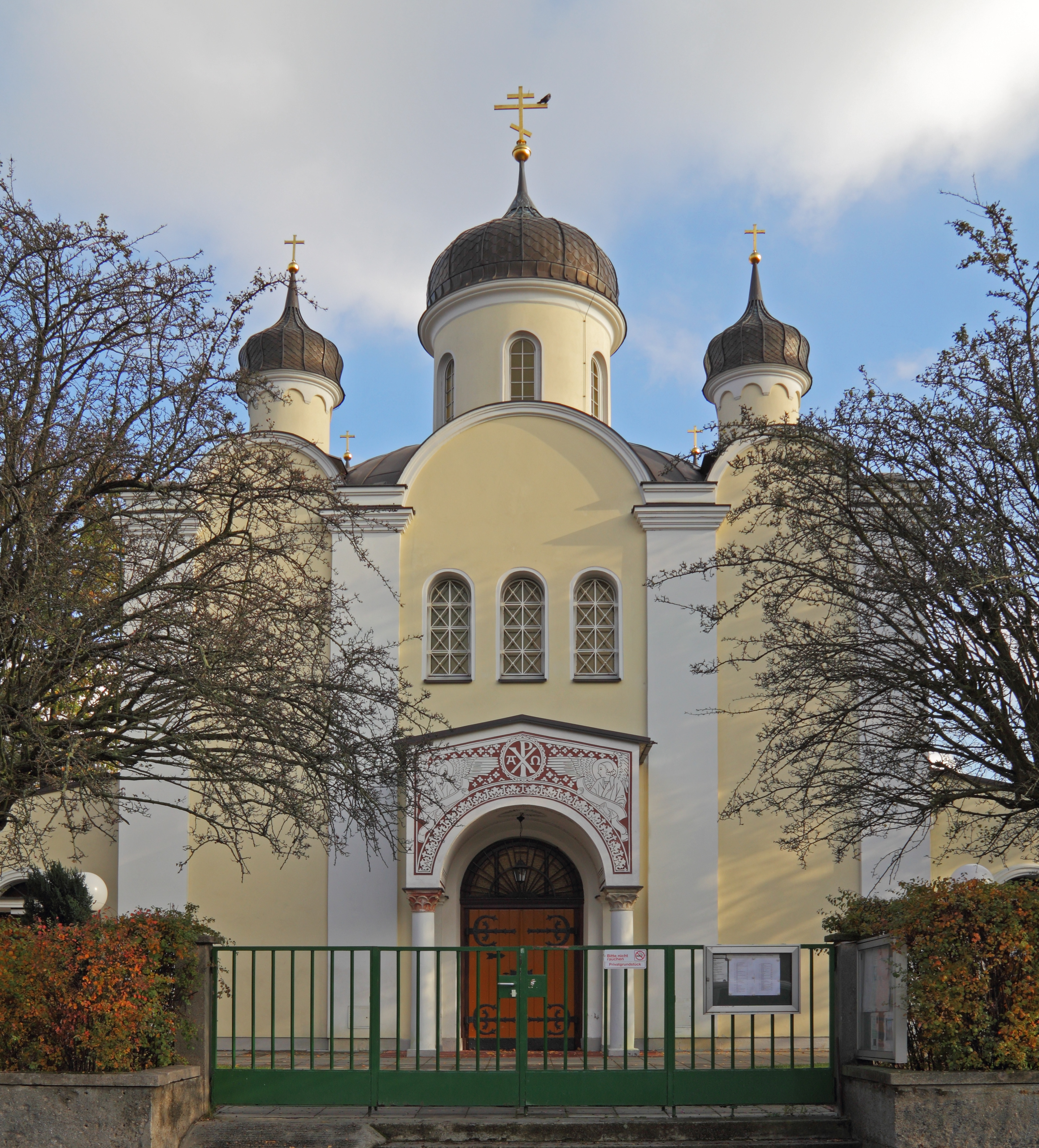
Russisch-orthodoxe Christi-Auferstehungs-Kathedrale
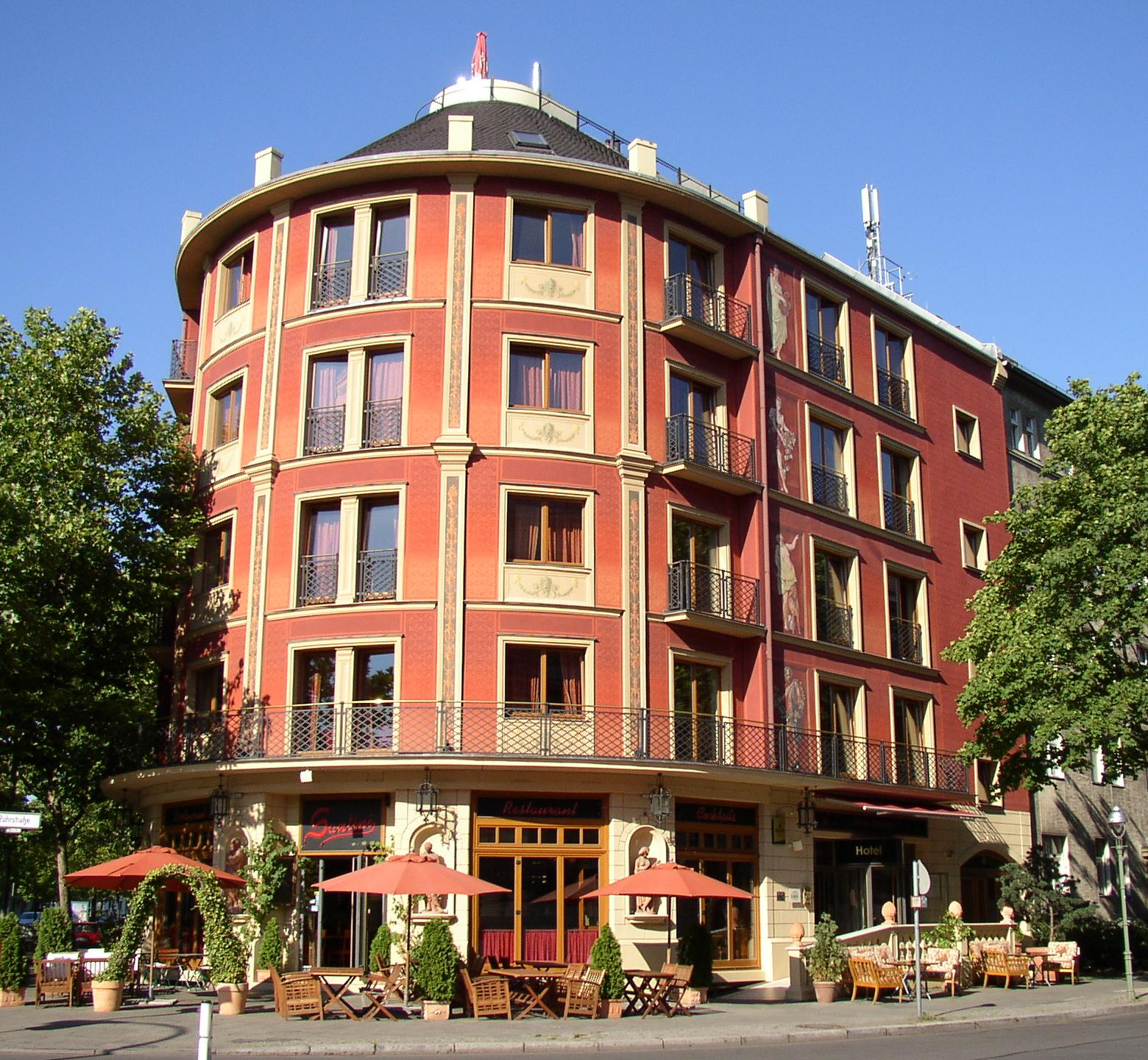
Hohenzollerndamm 33, ehemalige russisch-orthodoxe Kathedrale, erbaut 1923–1928, 1938 umgebaut
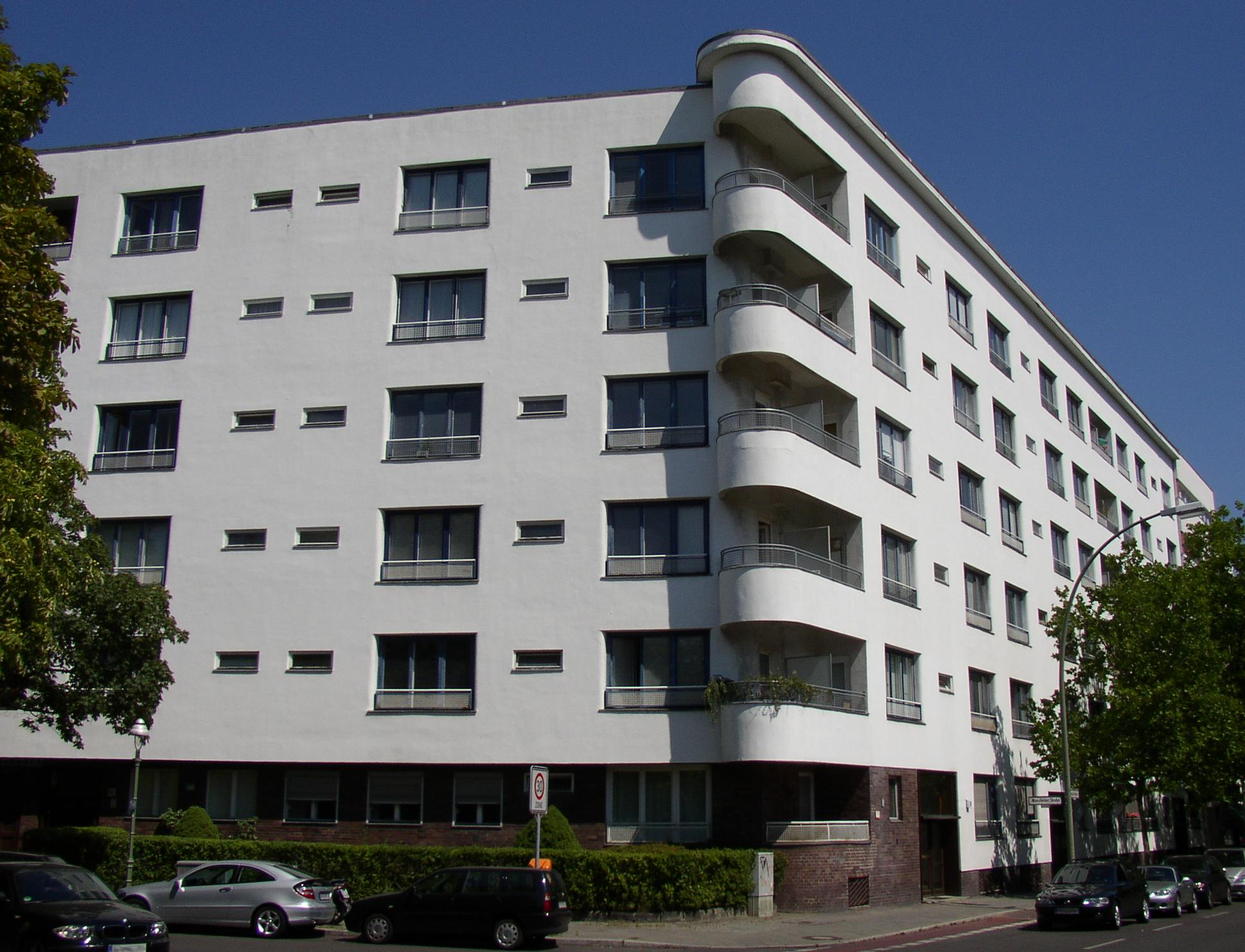
Hohenzollerndamm 35/36 (von Hans Scharoun und Georg Jacobowitz)
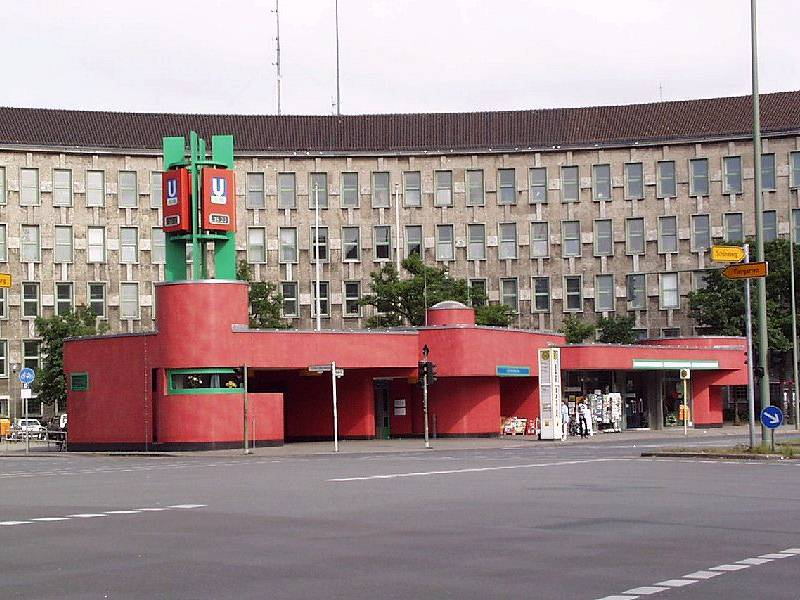
Eingangsgebäude U-Bahnhof Fehrbelliner Platz
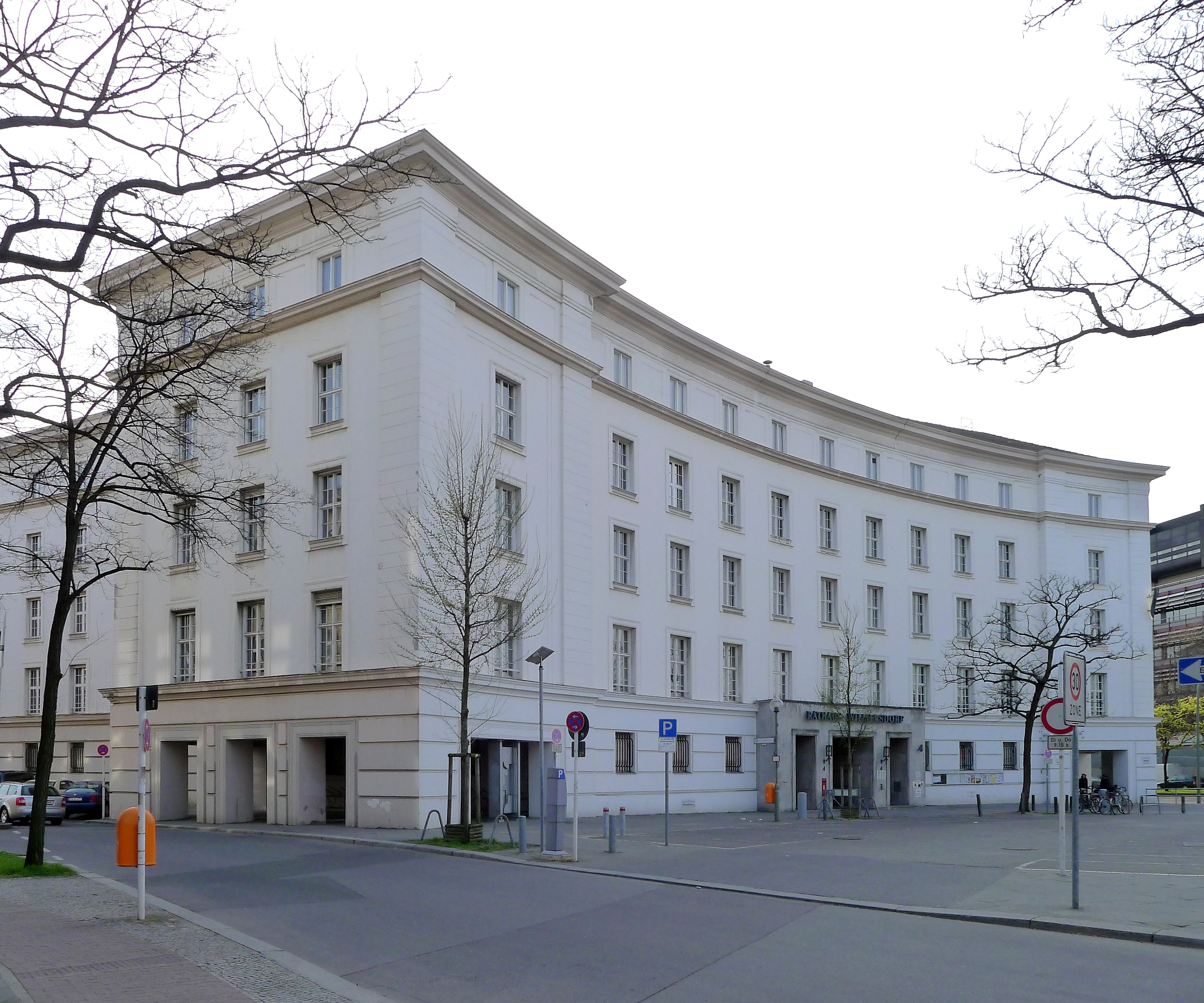
Ehemaliges Rathaus Wilmersdorf
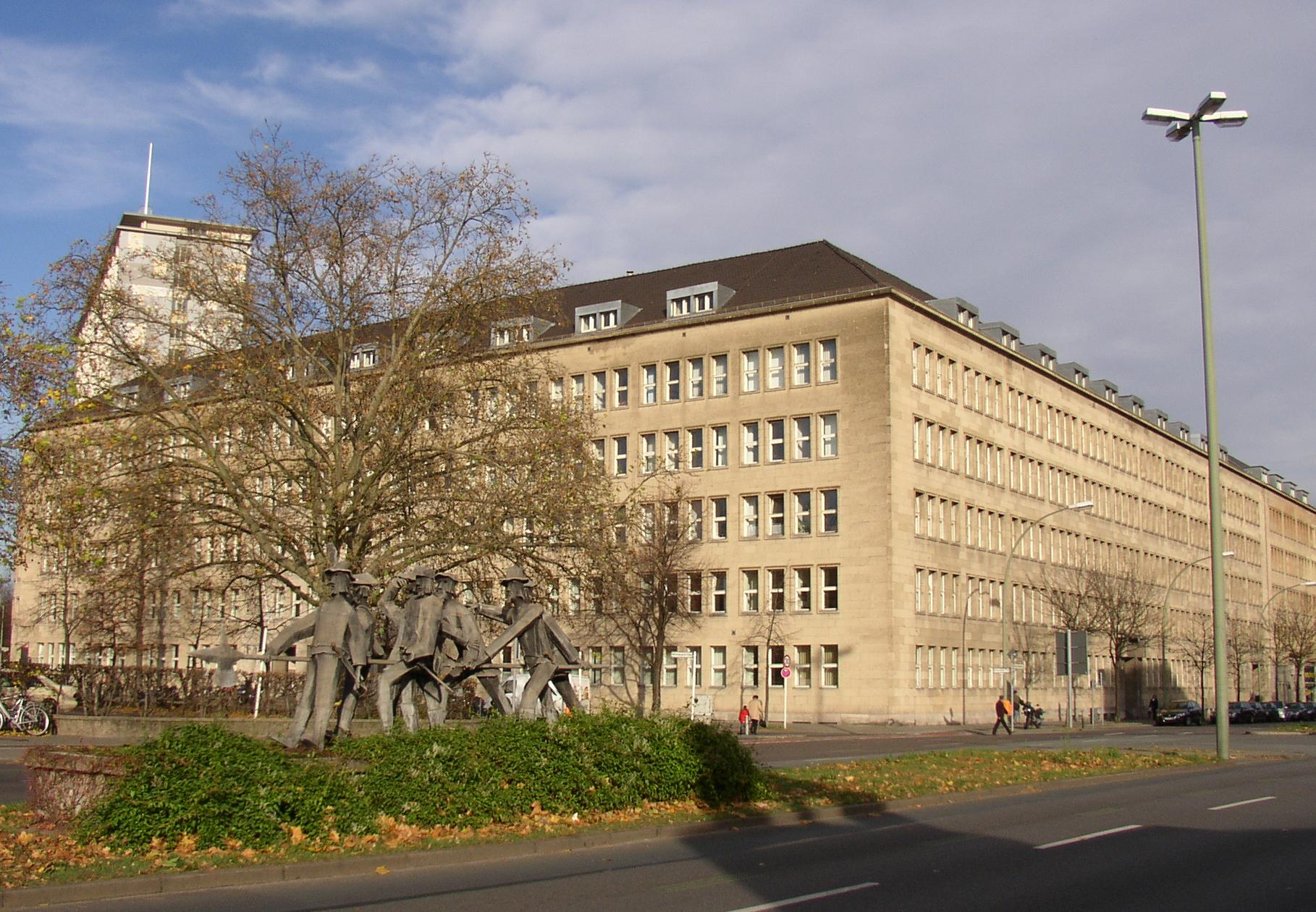
Die Sieben Schwaben vor dem ehemaligen Karstadt-Verwaltungsgebäude
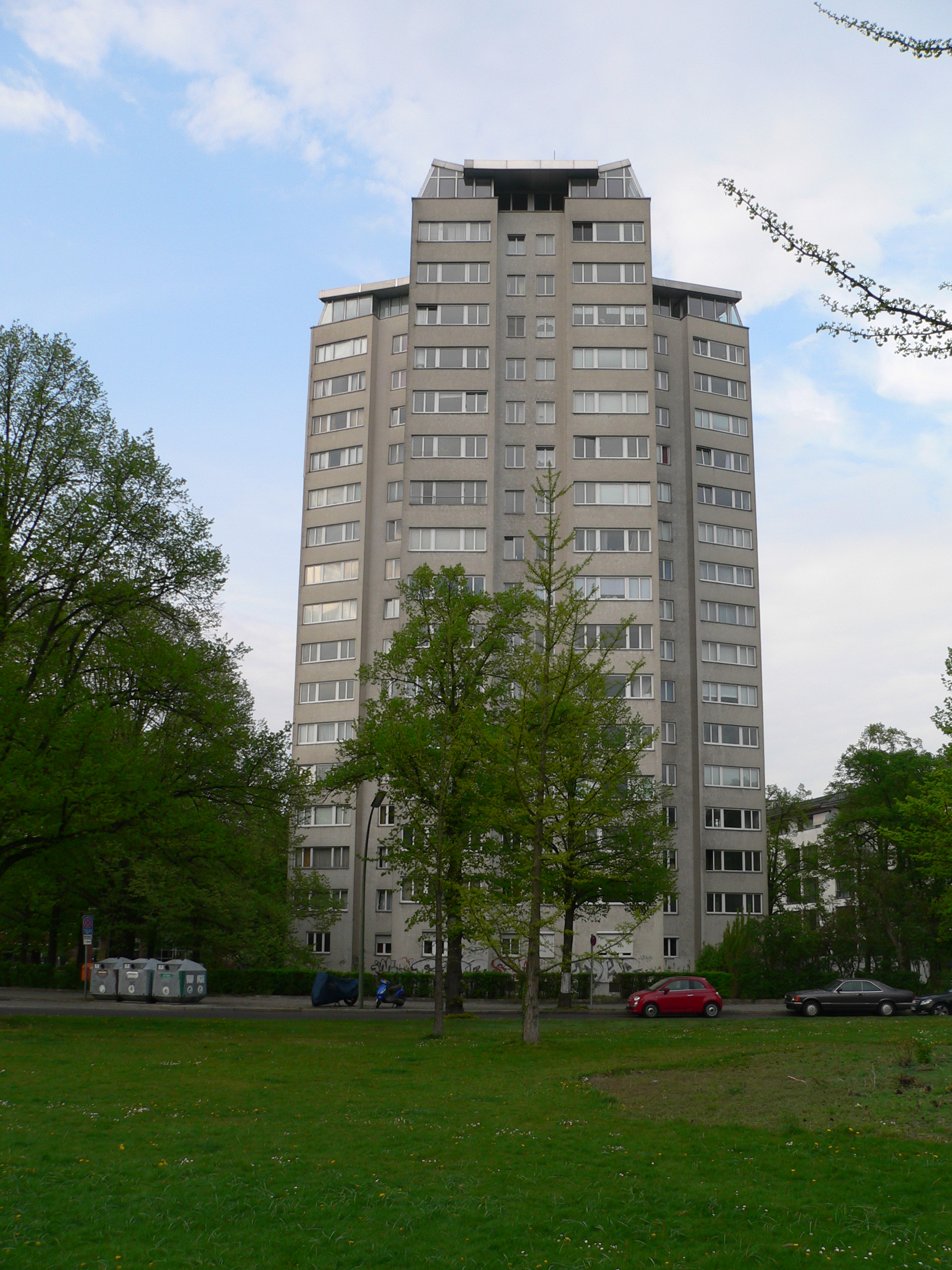
Wohnhochhaus am Roseneck
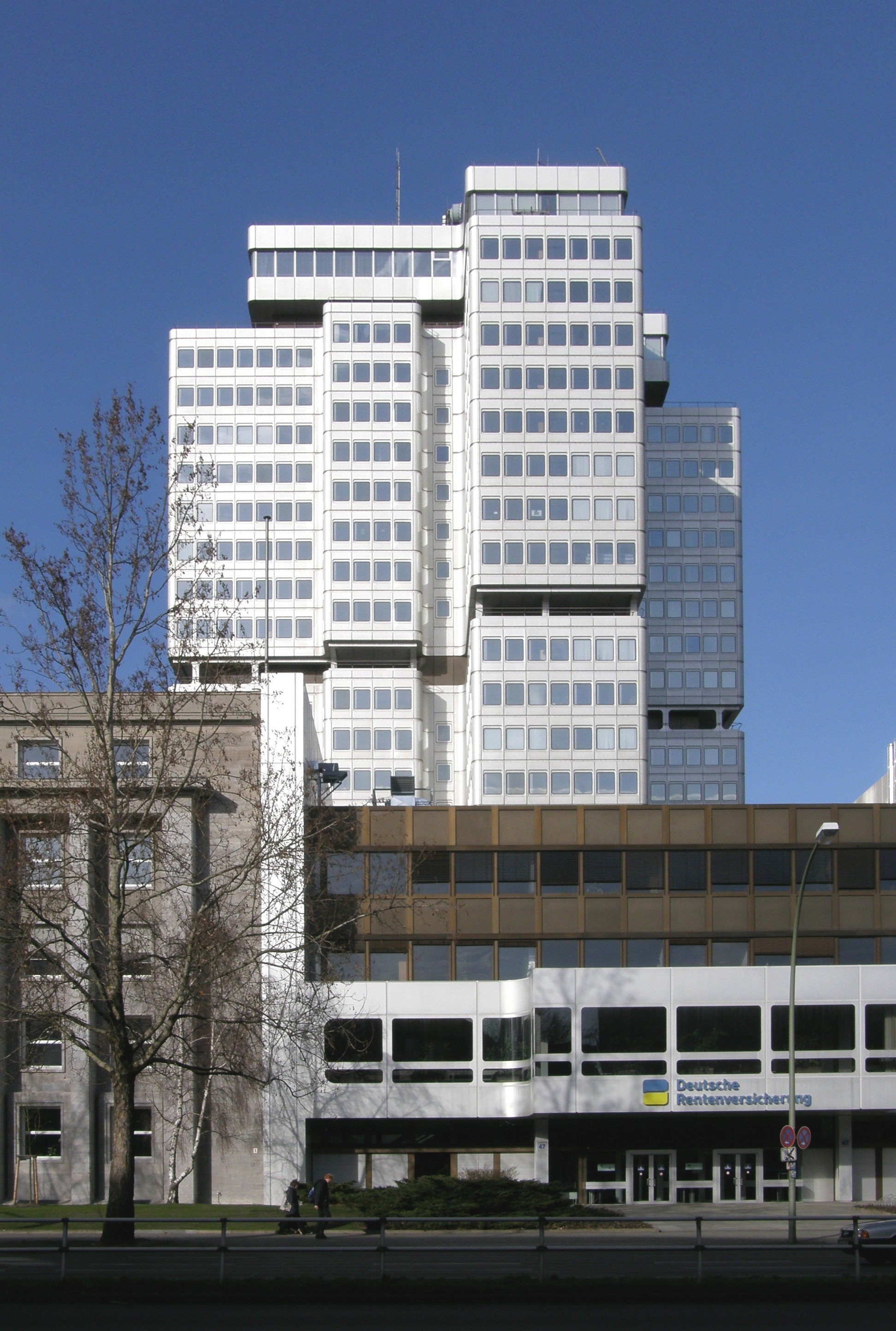
Bürohochhaus der Deutschen Rentenversicherung, Hohenzollerndamm 47